# Jelonek (powiat poznański)
Jelonek – wieś w Polsce położona w województwie wielkopolskim niedaleko na północ od Poznania, w powiecie poznańskim, w gminie Suchy Las. Graniczy bezpośrednio z miejscowościami Suchy Las oraz Złotniki.
W latach 1975–1998 miejscowość należała administracyjnie do województwa poznańskiego.
We wsi przy ul. Złotnickiej 4, znajduje się, kościół parafii pw. św. Joanny Beretty-Molli w Złotnikach.
W 2017 liczba mieszkańców wynosiła 312.